# Nord-est dels Estats Units

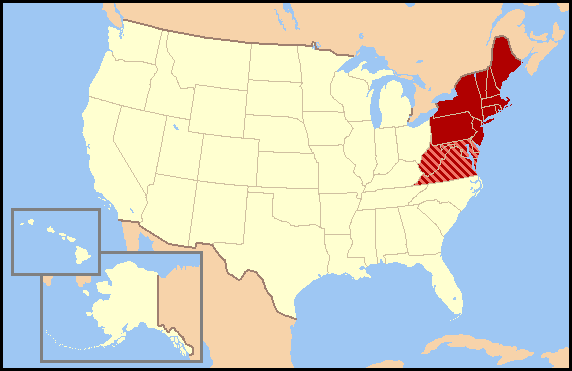
Les definicions d'aquesta regió en funció de la font. En vermell fosc podem veure els estats considerats part del Nord-est mentre que les marcades en color més clar no sempre hi són incloses.

El Nord-est dels Estats Units és una regió dels Estats Units. Segons la definició de l'Oficina del Cens, abasta nou estats: 
- Connecticut
- Maine
- Massachusetts
- Nova York
- Nou Hampshire
- Pennsilvània
- Rhode Island
- Vermont

Algunes fonts, però, també inclouen:
- Delaware
- Maryland
- Virgínia
- Virgínia Occidental
- Washington D.C. (No és un estat sinó un districte federal)

Una estimació del cens de 2006 indica que la població de la regió (segons la definició de l'Oficina del Cens dels EUA) és de 54.741.353 de persones; El Nord-est limita al nord amb Canadà, a l'oest  amb midwest, al sud amb el sud-est, i a l'est amb l'oceà Atlàntic. La ciutat més gran és Nova York, que també és la ciutat més gran i amb l'àrea metropolitana més gran dels Estats Units. El Nord-est és la regió més rica dels Estats Units d'Amèrica.
L'estat de Nova York per ell mateix ja representa gairebé el 8% del producte interior dels EUA des de l'any 2005.

## Ciutats de la regió
Les ciutats més grans a la regió són:

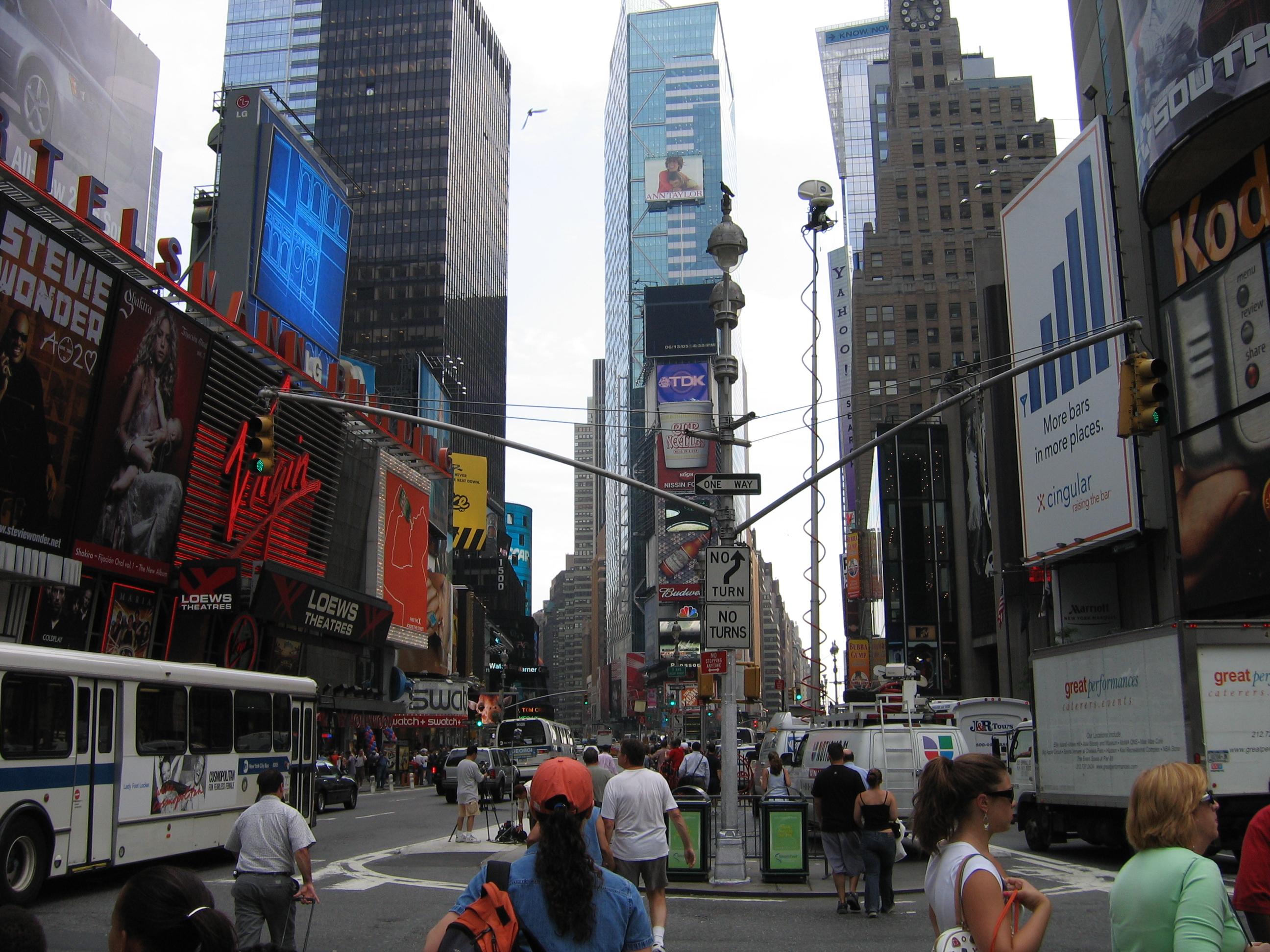
Nova York, NY
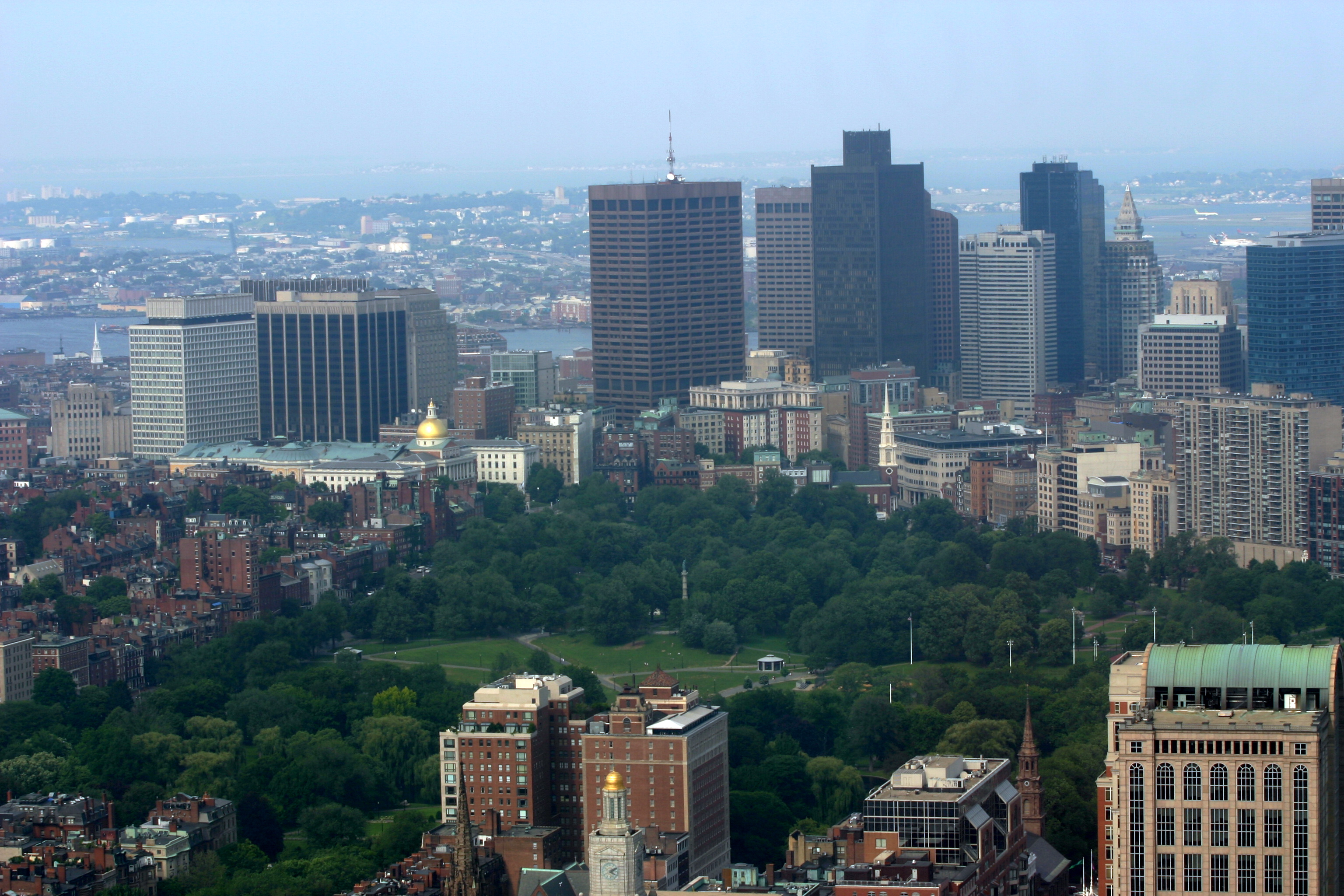
Boston, Massachusetts
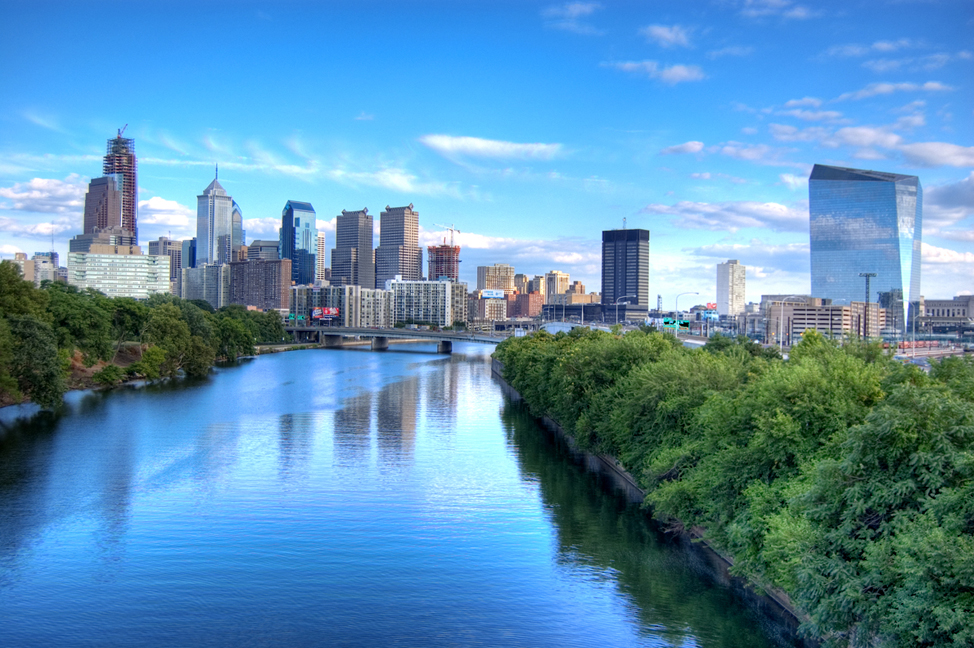
Filadèlfia, Pennsilvània
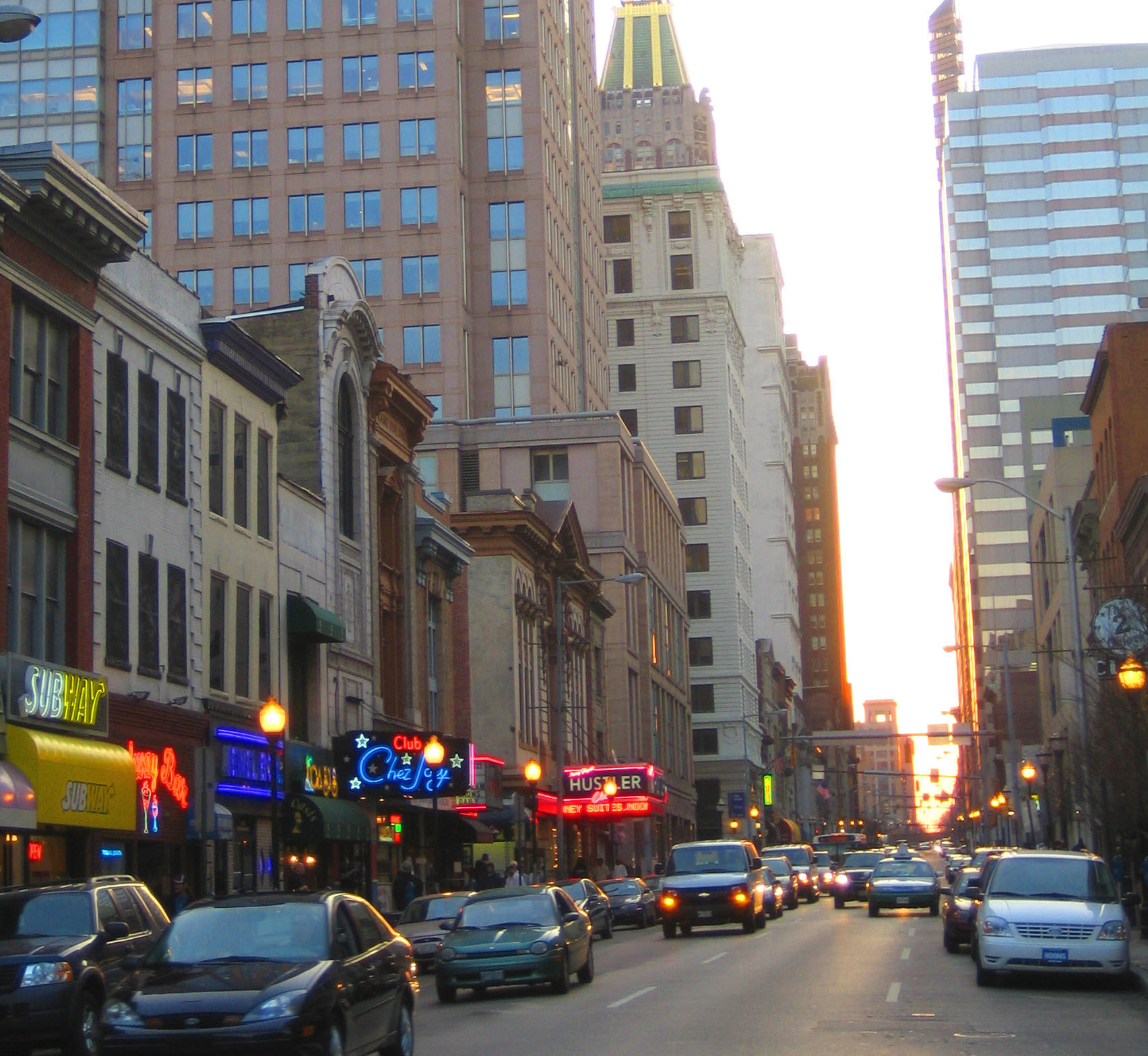
Baltimore, Maryland
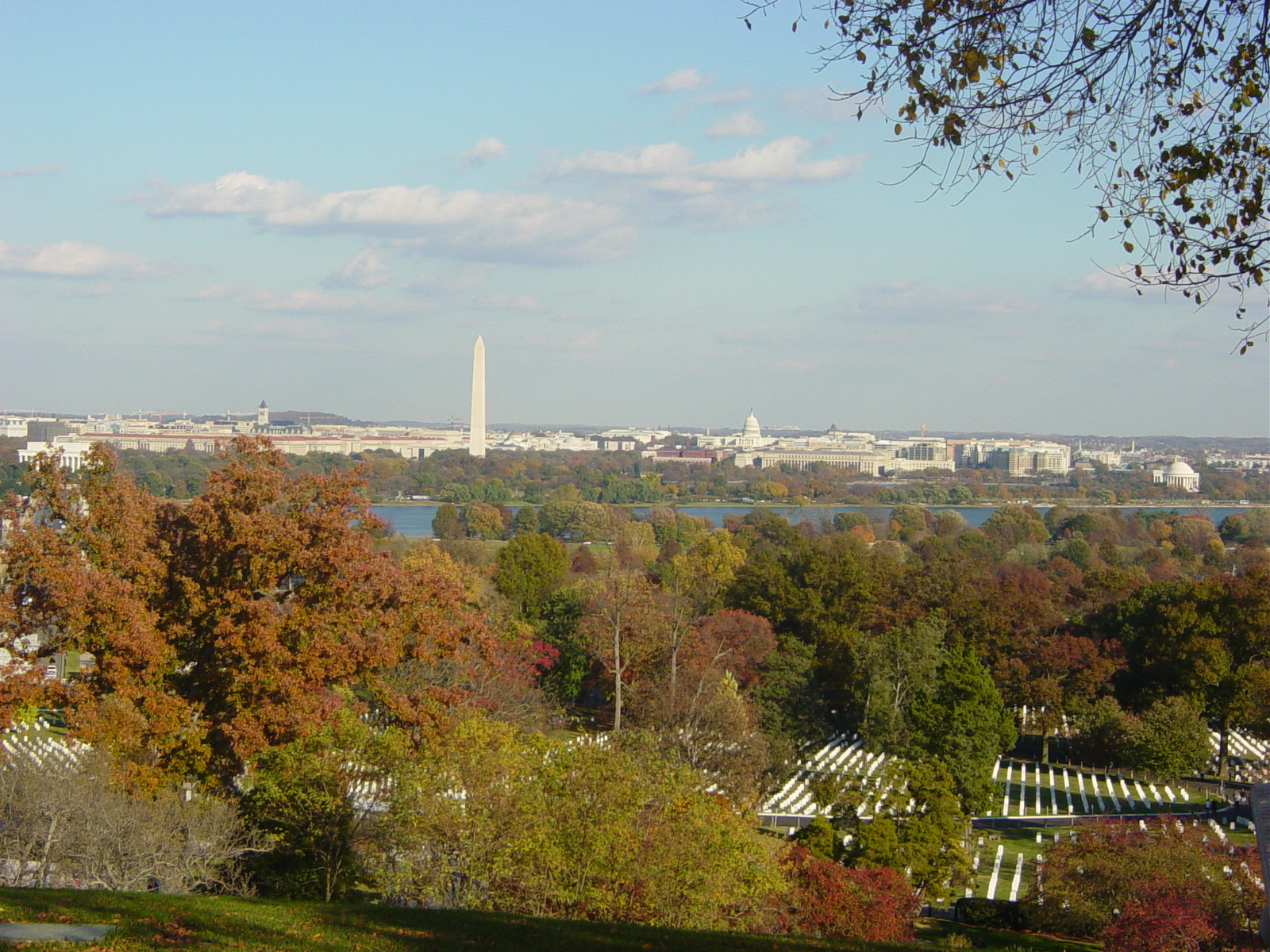
Washington D.C.
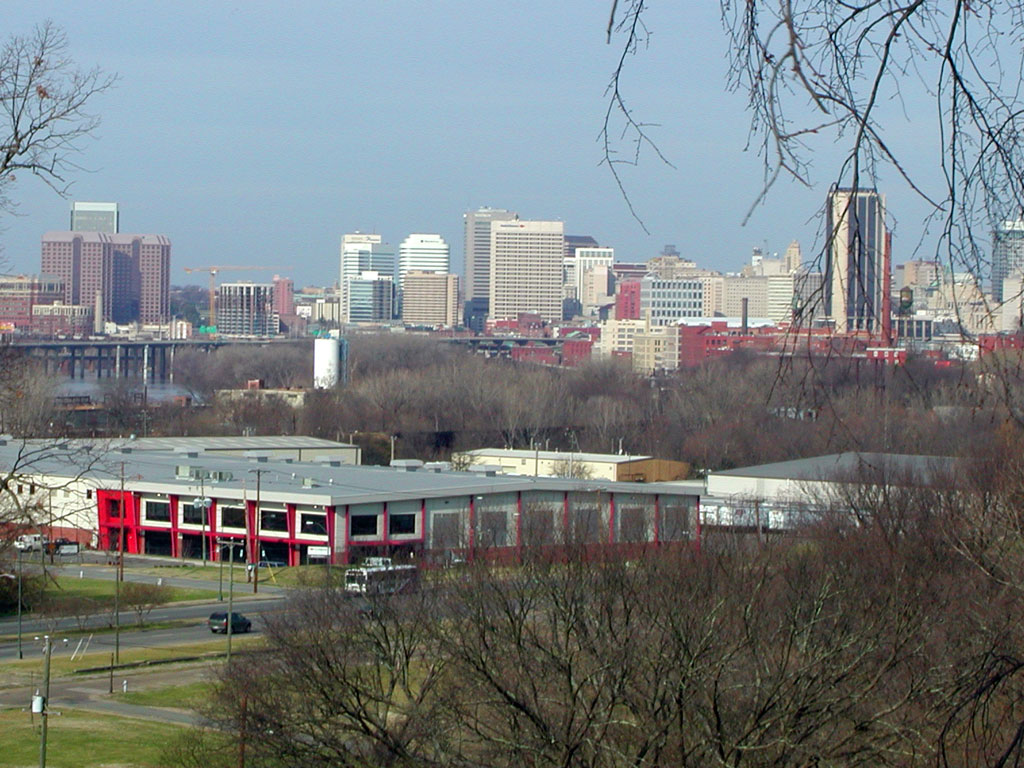
Richmond, Virginia
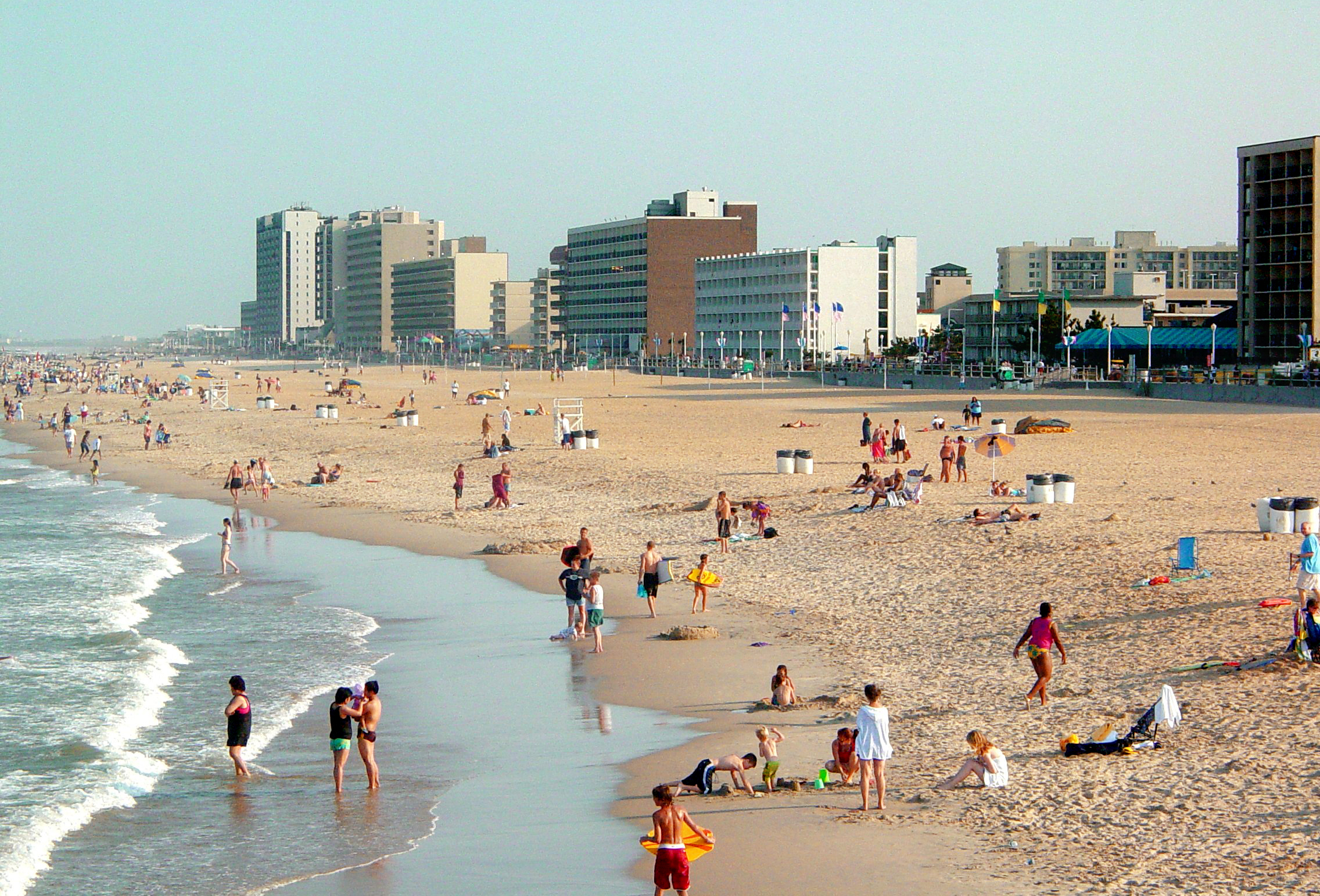
Virginia Beach, Virginia